# Ebenezer Scrooge

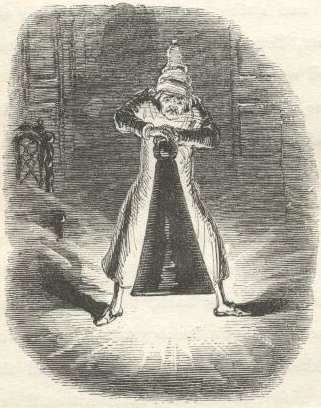
Scrooge extingue o Primeiro dos Três Espíritos

Ebenezer Scrooge é um personagem principal da história Um Conto de Natal (1843), de Charles Dickens. O personagem mais tarde serviria como inspiração para Carl Barks criar o Tio Patinhas. No início da história Scrooge apresenta uma frieza desmedida no coração, além de ser ganancioso e avarento. Indiferente com o natal e tudo o que condiciona felicidade, Ebenezer Scrooge é descrito por Charles Dickens como tendo lábios azuis e nariz pontiagudo, perfeitamente retratado em Os Fantasmas de Scrooge, filme concretizado em 2009, onde Jim Carrey interpreta a personagem.

## Biografia
Ebenezer Scrooge nasceu em uma cidade camponesa na Inglaterra, em 7 de fevereiro de 1786. Na infância, lidou com diversos problemas, como a morte da mãe e o abandono pelo pai em sua velha escola, formando sua personalidade egoísta e intolerante.
Numa véspera de Natal, é levado para casa por sua irmã, Fan, e seu pai, Silas, que diz que o jovem Ebenezer irá trabalhar na Fábrica de Fezziwig. 
Na véspera do natal da época que trabalhava para o Sr. Fezziwig, durante uma grande comemoração natalina, Scrooge conhece uma jovem moça chamada Isabelle (ou Belle) e ambos se apaixonam. 
Entretanto, conforme Ebenezer obtia mais lucro, ia cada vez menos se importando com sua amada, culminando na separação dele e de Belle. Nesta mesma época Jacob Marley, patrão de Scrooge, morre em 1836, deixando sozinho Ebenezer para cuidar dos negócios.

## A história
Scrooge, o heroi principal da novela, após a morte do seu sócio Jacob Marley, ainda trabalha na empresa “Scrooge & Marley” sem alterar o nome. Sete anos mais tarde, na noite da Véspera de Natal, Scrooge, enquanto trabalha no escritório, despacha o seu sobrinho, que veio convidar o tio para a ceia. Ebenezer é um homem muito opulento, mas não contribui para as doações dos voluntários que lhe solicitam dinheiro para os pobres e indigentes. Scrooge diz ao seu assistente que não fornece dinheiro para festejos públicos e como sempre não é gentil com ele. 
Depois de ir para casa, o nosso herói observa algo insólito - o seu sócio falecido, Jacob Marley, surge no meio do quarto, aprisionado sob portentosas correntes. O fantasma fala-lhe sobre o castigo que agora o marginaliza pela sua avareza que apresentou em vida e adverte Scrooge de que lhe está reservado um destino terrível caso não altere o seu comportamento avarento e indigno. O defunto avisa Scrooge que naquela noite ele será visitado por mais três fantasmas - que tentarão modificar o espírito do velho forreta. Uma hora mais tarde surge o primeiro – um fantasma do passado que lhe fornece lembranças da cidade da sua infância, a Noite de Natal gloriosa com a sua irmã, bons tempos com amigos, e finalmente a separação da sua noiva, que o deixou por causa do seu amor ao dinheiro. O segundo proporciona-lhe uma visão da Noite de Natal do presente: pobres, mas felizes nas casa dos seus empregados. Lá Scrooge vislumbra Tim, o filho doente do seu trabalhador subjugado por ele. O fantasma informa-o de que em breve Tim morrerá. O último fantasma é o do futuro –  visitam a casa do empregado depois do enterro do pequeno Tim. Por fim ele observa a sua própria morte, muito humilhante, sozinho e detestado. Ele desperta na manhã de Natal e decide não desperdiçar este Natal. Scrooge acaba por modificar toda a sua vida.

## O sobrenome "Scrooge"
O sobrenome da personagem é um sinônimo de avareza (característica evidente em Ebenézer).

Conto de Natal (resumo)

## Origens
Várias teorias foram apresentadas sobre onde Dickens obteve inspiração para o personagem.
Ebenezer Lennox Scroggie (1792–1836) foi supostamente um comerciante de Edimburgo que ganhou um contrato de fornecimento de alimentos para a visita do rei George IV à Escócia. Ele foi enterrado em Canongate Kirkyard, com uma lápide que agora está perdida. A teoria é que Dickens notou a lápide que descrevia Scroggie como sendo um "homem da farinha (meal man)" (comerciante de grãos), mas a interpretou mal como "homem mau". Esta teoria foi descrita como "uma provável farsa de Dickens" para a qual "ninguém conseguiu encontrar qualquer evidência que corrobore isso". Não há registro de ninguém chamado Scroggie nos resultados do censo de Edimburgo do período. Jemmy Wood, proprietário do Gloucester Old Bank e possivelmente o primeiro milionário da Grã-Bretanha, era conhecido nacionalmente por sua mesquinhez e pode ter sido outro modelo para Scrooge. O homem que Dickens eventualmente menciona em suas cartas e que se parece muito com o personagem retratado pelo ilustrador de Dickens, John Leech, era um notável excêntrico e avarento britânico chamado John Elwes (1714-1789). Outra inspiração sugerida para o personagem Scrooge é Daniel Dancer, que Dickens menciona, junto com Elwes, em Our Mutual Friend.
Foi sugerido que ele escolheu o nome Ebenezer ("pedra (de) ajuda") para refletir a ajuda dada a Scrooge para mudar sua vida. Os comentaristas sugeriram que o sobrenome foi parcialmente inspirado na palavra "scrouge", que significa "multidão" ou "aperto". A palavra estava em uso desde 1820.
Kelly escreve que Scrooge pode ter sido influenciado pelos sentimentos conflitantes de Dickens por seu pai, a quem ele amava e demonizava. Esse conflito psicológico pode ser responsável pelos dois Scrooges radicalmente diferentes da história - um recluso frio e mesquinho, o outro, um homem benevolente e amoroso. Robert Douglas-Fairhurst, professor de literatura inglesa, considera que na parte inicial do livro retratando a infância solitária e infeliz do jovem Scrooge, e sua aspiração de passar da pobreza à riqueza "é uma espécie de autoparódia dos medos de Dickens sobre si mesmo"; as partes pós-transformação do livro mostram como Dickens se vê com otimismo.
Uma linha de pensamento sugere que Dickens baseou as visões de Scrooge sobre os pobres naquelas do economista político e demógrafo Thomas Malthus, como evidenciado pela sua atitude insensível com a "população excedentária". "E os asilos do Sindicato?... A esteira e a Lei dos Pobres estão em pleno vigor, então?" são o reflexo de uma questão sarcástica levantada pelo filósofo reacionário Thomas Carlyle: "Não existem esteiras, forcas; até mesmo hospitais, taxas de pobreza, Nova Lei dos Pobres?"
Existem precursores literários de Scrooge nas próprias obras de Dickens. Peter Ackroyd, biógrafo de Dickens, vê semelhanças entre Scrooge e o personagem-título de Martin Chuzzlewit, embora o último seja "uma imagem mais fantástica" do que o primeiro; Ackroyd observa que a transformação de Chuzzlewit em um homem de caridade é paralela à de Scrooge. Douglas-Fairhurst vê que o personagem secundário Gabriel Grub de The Pickwick Papers também foi uma influência na criação de Scrooge.

## Análise
O personagem de Scrooge, especialmente como ele muda ao longo de A Christmas Carol, tem sido objeto de diversas análises. 

## Em outras mídias
- O personagem Tio Patinhas, criado por Carl Barks, foi pelo menos parcialmente baseado em Ebenezer Scrooge: "Comecei a pensar na grande história de Natal de Dickens sobre Tio Patinhas... Eu era apenas ladrão o suficiente para roubar um pouco da ideia e ter um tio rico para Donald."[24]

## Representações
- Richard John Smith em A Christmas Carol; or, Past, Present, and Future (1844)
- Tom Ricketts em A Christmas Carol, 1908
- Marc McDermott in 1910
- Seymour Hicks em Scrooge 1913, e novamente em Scrooge, 1935
- Rupert Julian em 1916
- Russell Thorndike em 1923
- Bransby Williams em 1928 e 1936, 1950 na televisão
- Lionel Barrymore na rádio 1934–1935, 1937, 1939–1953
- John Barrymore em 1936 no radio, for ailing brother Lionel
- Orson Welles em 1938 no rádio substituindo Lionel Barrymore por apenas uma aparição.
- Reginald Owen em 1938
- Claude Rains em 1940 na radio
- Ronald Colman em 1941 no rádio e novamente em 1949
- John Carradine em 1947 no rádio e televisão
- Taylor Holmes em 1949
- Alastair Sim em 1951, e novamente em 1971 (voz)
- Fredric March em 1954
- Basil Rathbone em 1956 e 1958
- John McIntire em 1957
- Stan Freberg em Green Chri$tma$, 1958.
- Jim Backus como Mr. Magoo em Mister Magoo's Christmas Carol, 1962
- Cyril Ritchard em 1964
- Sterling Hayden como Daniel Grudge em A Carol for Another Christmas de Rod Serling (1964)
- Wilfrid Brambell  em uma versão musical de rádio de 1966 (adaptada de seu papel na Broadway)
- Sid James no Carry On Christmas Specials, 1969
- Ron Haddrick no filme de TV animado, A Christmas Carol (1969) e novamente no filme animado australiano A Christmas Carol (1982)
- Albert Finney em 1970
- Paul Frees em Santa Claus Is Comin To Town, 1970
- Marcel Marceau em 1973
- Michael Hordern em 1977
- Rich Little como W. C. Fields interpretando Scrooge em Rich Little's Christmas Carol, 1978
- Walter Matthau (voz) em The Stingiest Man in Town, 1978
- Henry Winkler como Benedict Slade in An American Christmas Carol, 1979
- Hoyt Axton como Cyrus Flint em Skinflint: A Country Christmas Carol, 1979
- Mel Blanc (como Yosemite Sam) em Bugs Bunny's Christmas Carol, 1979
- Caroll Spinney como Oscar the Grouch in A Special Sesame Street Christmas, 1979 e novamente em A Sesame Street Christmas Carol, 2006
- Alan Young como Tio Patinhas (Scrooge McDuck) em Mickey's Christmas Carol, 1983
- George C. Scott em 1984
- Mel Blanc (como Mr. Spacely)  no episódio "A Jetson Christmas Carol" de The Jetsons, 1985
- Oliver Muirhead como "Constable Scrooge" em A Christmas Held Captive, 1986
- John Duda como Scrooge quando criança para o Goodman Theatre, 1987[25]
- Bill Murray como Frank Cross em Scrooged, 1988
  - Buddy Hackett (como ele mesmo) interpretou Scrooge no filme-dentro-de-um-filme.
- Rowan Atkinson como Ebenezer Blackadder em Blackadder's Christmas Carol, 1988
- Michael Caine em The Muppet Christmas Carol, 1992
- Jeffrey Sanzel apareceu em mais de 1.000 performances teatrais desde 1992.
- Frank Welker como Thaddeus Plotz no episódio "A Christmas Plotz" de Animaniacs, 1993
- James Earl Jones em Bah, Humbug, 1994
- Henry Corden (como Fred Flintstone) em A Flintstones Christmas Carol, 1994
- Walter Charles, Tony Randall, Terrence Mann, Hal Linden, Roddy McDowall, F. Murray Abraham, Frank Langella, Tony Roberts, Roger Daltrey, Jonathan Freeman, e Jim Dale na versão teatral do musical de Alan Menken
- Susan Lucci como Elizabeth "Ebbie" Scrooge em Ebbie, 1995
- Tenniel Evans na versão do Foco na Família Radio Theatre de A Christmas Carol (1996)
- Cicely Tyson como Ebenita Scrooge em Ms. Scrooge, 1997
- Tim Curry (voz) em 1997; A Christmas Carol (no teatro no Madison Square Garden em 2001)
- Jack Palance em 1998
- Patrick Stewart em 1999
- Vanessa Williams como Ebony Scrooge em A Diva's Christmas Carol, 2000
- Ross Kemp como Eddie Scrooge em 2000
- Adrienne Carter como Annie Redfeather como Annie Scrooge em Adventures from the Book of Virtues: Compassion Pt. 1 & 2, 2000
- Dean Jones em Scrooge and Marley, 2001
- Simon Callow (voz) em Christmas Carol: The Movie, 2001
- Tori Spelling como "Scroogette" Carol Cartman em A Carol Christmas, 2003
- Kelsey Grammer in 2004
- Helen Fraser como Sylvia Hollamby em Bad Girls 2006 Christmas Special
- Joe Alaskey como Patolino (Daffy Duck) em Bah, Humduck! A Looney Tunes Christmas, 2006
- Morwenna Banks como Eden Starling (Barbie) em Barbie in A Christmas Carol, 2008
- Kevin Farley como Michael Malone em An American Carol, 2008
- Jim Carrey em 2009 (Carrey também interpretou os três espíritos assombrando Scrooge).[26]
- Catherine Tate como Nan em Nan's Christmas Carol, 2009
- Matthew McConaughey como Connor "Dutch" Mead em Ghosts of Girlfriends Past, 2009
- Christina Milian como Sloane Spencer em Christmas Cupid, 2010
- Mark Rhodes no especial de Natal de 2010 de Sam & Mark's TMi Friday
- Eric Braeden como Victor Newman em "Victor's Christmas Carol" de The Young and the Restless, dezembro de 2010
- Michael Gambon como Kazran Sardick em "A Christmas Carol" de Doctor Who, dezembro de 2010[27][28]
- Brenda Song como London Tipton no episódio "A London Carol" de The Suite Life on Deck, 2010
- George Lopez como Grouchy Smurf ino filme de 2011, The Smurfs: A Christmas Carol
- Emmanuelle Vaugier como Carol Huffman no telefilme de 2012, It's Christmas, Carol!
- Andy Day no teatro pantomima de CBeebies, A CBeebies Christmas Carol
- Robert Powell na adaptação de Neil Brand para a BBC Radio 4 de A Christmas Carol.[29]
- Ned Dennehy no drama da BBC, Dickensian, 2015
- Kerry Shale como Diesel no episódio "Diesel's Ghostly Christmas" de Thomas & Friends, 2015
- Jason Graae no musical Scrooge in Love!, 2016[30]
- Kelly Sheridan como Starlight Glimmer (interpretando Snowfall Frost) no episódio "A Hearth's Warming Tail" de My Little Pony: Friendship Is Magic, 2016
- Henry Shields como Chris Bean (com Henry Lewis como Robert Grove tentando assumir o papel, usurpando inicialmente de Derek Jacobi) no A Christmas Carol Goes Wrong do Mischief Theatre, 2017.
- Christopher Plummer em The Man Who Invented Christmas, 2017
- Denny Laine em Decker, "Double Decker", 2017
- Stuart Brennan em 2018[31]
- Guy Pearce na minissérie da BBC/FX, 2019
- Nicholas Farrell em A Christmas Carol: A Ghost Story (2021)[32]
- Will Ferrell em Spirited, 2022
- Luke Evans (voz) em Scrooge: A Christmas Carol, 2022
- Paul Giamatti em uma série de comerciais da Verizon